# International Digital Publishing Forum
L'International Digital Publishing Forum (IDPF) és una associació comercial per a la indústria editorial digital, creada per establir un estàndard per a la publicació de llibres electrònics. És responsable de la norma EPUB utilitzada actualment per la majoria dels e-readers.
A partir de l'Open eBook Publication Structure o "OEB" (1999), creada lliurement a partir d'HTML, es defineix llavors la OPS (Open Publication Structure), l'OPF (Open Format Packaging) i l'OCF (Open Container Format). Aquests formats són la base de l'EPUB.
Si bé les normes bàsiques estan establerts (pàgines, hipervincles, definició de taula de continguts, autors, etc.), algunes altres normes tenen a veure amb el camp del maquinari, com ara els de l'energia i les característiques dels dispositius de lectura de maquinari, i encara estan canviant i evolucionant. Altres normes per al comerç electrònic (inclosa la gestió de drets digitals), estan lligats a la forma en què el llibre electrònic és venut o lliurat i, per tant, estan controlats pels venedors.